# مجلس أبو ظبي للاستثمار

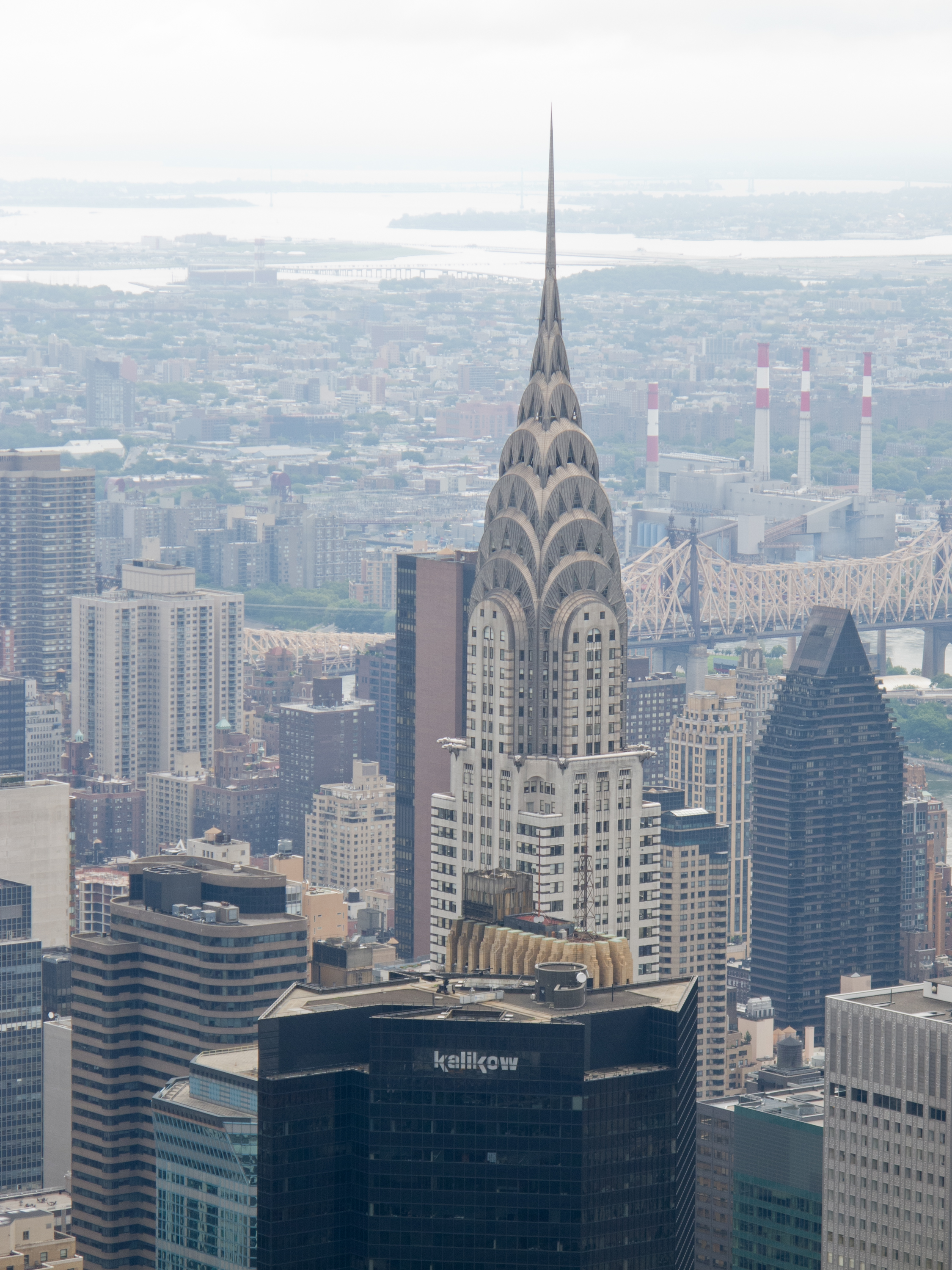
مبنى كرايسلر في نيويورك.

مجلس أبوظبي للاستثمار هو الذراع الاستثماري لحكومة أبوظبي . لقد بدأت عملياتها في أبريل 2007 وهي مسؤولة عن استثمار جزء من فائض الموارد المالية للحكومة من خلال إستراتيجية استثمار متنوعة عالمياً، مستهدفة عوائد رأس المال الإيجابية من خلال محفظة واسعة من الاستثمار في فئات الأصول المتنوعة للغاية واستراتيجيات إدارة الاستثمار النشطة.

## التاريخ
تم فصل مجلس أبوظبي للاستثمار عن هيئة أبوظبي للاستثمار (ADIA) في عام 2007 واستحوذت على جميع الشركات التابعة المحلية المملوكة سابقًا من قبل هيئة أبوظبي للاستثمار بما في ذلك بنك أبوظبي التجاري وبنك أبوظبي الوطني وشركة أبوظبي للاستثمار. من خريف عام 2013 ، سيكون مقر المجلس في أبراج البحر بأبوظبي.

## إستراتيجية الاستثمار
تسعى إستراتيجية الاستثمار الخاصة بالمجلس إلى تحقيق عوائد متفوقة معدلة حسب المخاطر في كامل هيكل رأس المال مع الحفاظ على رأس المال. على الرغم من أن المجلس يستثمر عالميًا، إلا أن هناك تركيزًا قويًا على الاستثمار في اقتصاد أبوظبي. بعض استثماراتها المهمة تشمل الأتي:
- بنك ابوظبي الوطني
- بنك ابوظبي التجاري
- بنك الاتحاد الوطني
- بنك الهلال
- شركة أبوظبي الوطنية للتأمين
- شركة طيران أبوظبي
- شركة أبوظبي للاستثمار
- شركة أبوظبي الوطنية للكيماويات

على وجه الخصوص في عام 2008 ، استحوذ المجلس في الخارج على 90 ٪ من ملكية مبنى كرايسلر الشهير في نيويورك.

## وظائف العمل

### مكتب المدير العام
المدير الإداري هو أعلى مدير تنفيذي في المجلس. يقدم تقاريره إلى مجلس الإدارة وهو المسؤول عن عمليات المجلس.

### استراتيجيات الاستثمار النشطة
تهدف إدارة استراتيجيات الاستثمار النشط إلى تحقيق عوائد أعلى من المخاطر المعدلة عن طريق الاستثمار في صناديق التحوط وولايات تجارية نشطة مماثلة عبر استراتيجيات مختلفة على مستوى العالم. يشارك القسم في الاستثمار في المعاملات الفردية من خلال الشراكة مع محفظة وقائية ويأخذ حصص جي بي في محافظ وقائية و / أو محافظ وقائية مبدئية. تشمل بعض الاستراتيجيات العالمية السائدة ما يلي:
- استراتيجيات القيمة النسبية
- استراتيجيات التحوط في الأسهم
- استراتيجيات الكلية
- الاستراتيجيات مدفوعة الحدث
- منهجية سي تي ايه

### الاستثمارات المباشرة
تستثمر إدارة الاستثمارات المباشرة مباشرة في الشركات المدرجة وغير المدرجة في جميع أنحاء العالم ، مع التركيز بشكل خاص على منطقة الشرق الأوسط وشمال إفريقيا. إنه يركز على إنشاء محفظة مركزة من الأوراق المالية غير المرتبطة بدرجة كبيرة والتي تعكس الطبيعة الواسعة لفرص الاستثمار التي يتعرض لها المجلس. في هذا الصدد، يتم النظر في الاستثمارات لخصائصها الجوهرية وليس ضمن سياق المحفظة. بالإضافة إلى ذلك، فهي مسؤولة أيضًا عن مراقبة وتحسين قيمة المحفظة القديمة للمجلس والتي تتكون من 12 استثمارًا في المؤسسات المالية المحلية وغيرها من الشركات البارزة.

### الأسهم والدخل الثابت
تدير إدارة الأسهم والدخل الثابت المحافظ المدرجة في المجالات التالية:
- الأسهم التي تشمل أسهم الشركات العالمية الكبرى والإقليمية، وأسواق الأسواق الناشئة والأسهم الصغيرة
- الدخل الثابت الذي يشمل الأوراق المالية السيادية والعالمية المرتبطة بالتضخم والائتمان والديون الناشئة

### الحالات الخاصة العالمية
تستثمر وحدة المواقف الخاصة في فرص لمرة واحدة قد لا تتناسب مع أي من تصنيفات الأصول في المجلس ولكنها تحقق عائدًا أعلى من فئات الأصول الأخرى. يتم وضع هذه الاستثمارات بشكل مباشر ومن خلال الصناديق المدارة .

### استثمارات البنية التحتية
تتولى إدارة استثمارات البنية التحتية مسؤولية بناء مجموعة من استثمارات البنية التحتية العالمية بالإضافة إلى المساهمة في نمو الاقتصاد المحلي من خلال المشاركة في التطورات المحلية. تستهدف استثماراتها الأنظمة العامة واسعة النطاق التي تعتبر حيوية لاقتصادات البلدان بما في ذلك النقل والاتصالات والمرافق والطاقة والبنية التحتية الاجتماعية (أي المدارس والمستشفيات). يتم الحصول على التعرض لهذه الاستثمارات بشكل رئيسي من خلال الصناديق المدارة من الخارج، ولكن يشمل أيضًا إمكانية الاستثمارات المشتركة في مشاريع البنية التحتية المناسبة.

### العقارات
تستثمر دائرة العقارات في الأسواق العالمية من خلال الصناديق المدارة من الخارج بالإضافة إلى الاستثمارات المباشرة المستهدفة من خلال بناء العلاقات مع المديرين ونشر معايير الاختيار الصارمة وتنفيذ إستراتيجية واسعة للتنويع فيما يتعلق بالجغرافيا والحجم والتوقيت وفلسفة الاستثمار.

### حقوق الملكية الخاصة
تضع إدارة الأسهم الخاصة الأموال في أسواق الأسهم الخاصة العالمية وتستثمر بشكل مباشر إلى جانب مديريها.

## روابط خارجية
- مجلس أبوظبي للاستثمار